# Viv Anderson
Vivian Alexander "Viv" Anderson (MBE), född 29 augusti 1956 i Nottingham i England, engelsk fotbollsspelare och fotbollstränare som spelade för Nottingham Forest, Arsenal, Manchester United och Sheffield Wednesday. Viv Anderson var den förste svarta fotbollsspelaren att representera England.

## Landslaget
Anderson gjorde sin historiska match för England 29 november 1978, när han gick ut på gamla Wembley med engelsk lagtröja på sig för att möta Tjeckoslovakien. England vann med 1–0 och de hade spelat sin första landskamp med en svart spelare i laget. Anderson spelade sammanlagt 30 landskamper och gjorde två mål.
Han hade svårt att komma med i den ordinarie laguppställingen för England, med konkurrens av andra högerbackar som Phil Neal och Trevor Cherry. Han fick spela en match i EM 1980 i Italien, som ersättare för Neal. Matchen var mot Spanien och man vann med 2–1, men gick inte vidare från gruppspelet efter att ha spelat oavgjort mot Belgien och förlorat mot Italien.
Istället gjorde Anderson sin VM-debut i VM 1982, då England besegrade Norge med hela 4–0. Man trodde länge att kampen om högerbackspositionen skulle stå mellan Neal och Anderson men efter kvalet visade det sig att ingen av dem fick den. Istället blev det Ipswich Towns Mick Mills som fick platsen, trots att han vanligtvis spelade som vänsterback. Anledningen till detta var att landslagskaptenen Kevin Keegan hade blivit skadad och man behövde en ny kapten för laget som var van vid ledarskap. Neal fick spela den sista gruppspelsmatchen mot Kuwait för att vila Mills, när avancemanget redan var säkrat. Anderson fick däremot inte spela en enda minut under VM 1982.
Efter Englands tränarbyte till Bobby Robson efter VM 1982 tog det två år innan Anderson fick spela för landslaget igen. När han bytte klubb till Arsenal fick Robson dock upp ögonen för honom och han fick spela sex matcher i rad mellan 1984 och 1985. Han var med i fyra matcher under VM-kvalet till VM i Mexiko 1986; han gjorde t.o.m. mål i den första matchen mot Turkiet där de krossade motståndet med 8–0. Däremot blev Anderson stulen på konfekten när de kom till slutspelet; han fick inte spela en enda match i det här mästerskapet heller, till förmån för Gary Stevens. England åkte ut i kvartsfinalen mot Diego Maradonas Argentina, där Maradona gjorde sitt berömda handsmål.
Anderson blev den andre engelske utespelaren efter George Eastham att vara med i två världsmästerskap i fotboll utan att få spela en enda minut. Efter det har bara Martin Keown och tre olika målvakter gjort likadant.

## Klubbkarriären
Anderson påbörjade sin proffskarriär 1974 i Nottingham Forest, där han spelade sammanlagt 328 matcher och gjorde 15 mål. 1977 var han med när de blev uppflyttade till First Division för att året efter vinna även där samt engelska ligacupen. Det var under succékarriären han gjorde i Nottingham som han blev intagen i landslaget av Ron Greenwood som bestämt hävdade att han inte tog med Anderson av politiska skäl, utan helt och hållet på grund av hans skicklighet. Anderson bevisade det än en gång när Nottingham Forest vann ligacupen 1979 och sen även Europacupen när de besegrade Malmö FF i finalen. De tackade däremot nej till att spela i Interkontinentalcupen. Även året efter vann de Europacupen efter att ha besegrat Hamburger SV i finalen i Madrid.
Efter det började Forests storhet dala och det visade sig i att de inte tog en till pokal förrän 1989. Han fick skriva på ett kontrakt för Arsenal värt 220 000 pund.
1987 fick Anderson återigen smaka på segerns sötma när Arsenal besegrade Liverpool med 2–1 i engelska ligacupen. Senare samma år blev han den förste att skriva på kontrakt för Sir Alex Fergusons Manchester United; kontraktet var värt 250 000 pund. Arsenal-fans tyckte inte om det, då Arsenals manager George Graham inte hade någon självklar ersättare på högerbackspositionen.
Anderson spelade sammanlagt tre säsonger för Manchester United, men hade en del problem med skador och såldes till slut till Sheffield Wednesday. Han hjälpte Wednesday till uppflyttning till Premier League och final i både ligacupen och FA-cupen 1993 men förlorade bägge mot sin gamla klubb Arsenal. Han avslutade sin karriär som spelare med Wednesday.
Anderson röstades 1997 fram till Nottingham-fansens val av högerback i deras "drömelva". 96% av rösterna gick till Anderson i en riktig jordskredsseger.

## Tränarkarriären
Anderson var under en kort period tränare för Barnsley, innan han tog över som assisterande tränare för Middlesbrough. I Middlesbrough var Bryan Robson huvudtränare och paret blev det näst längst varande tränarparet för klubben någonsin (1992–2001). De hjälpte upp laget till Premier League två gånger, 1995 och 1998.

## Meriter

### Med Nottingham Forest
- First Division: 1977/1978
- Engelska ligacupen: 1978, 1979
- Europacupen: 1978/1979, 1979/1980
- Europeiska supercupen: 1980

### Med Arsenal
- Engelska ligacupen: 1987

### Med Sheffield Wednesday
- FA-cupen: 1990

## Fotnoter
1. ↑  Viv Anderson profile Arkiverad 2 november 2004 hämtat från the Wayback Machine.